# Ferdinand Omanyala
Ferdinand Omanyala Omurwa (Nairobi, 2 gennaio 1996) è un velocista keniota,  attuale detentore del record africano dei 100 metri piani.
Specializzato nei 100 e 200 metri piani, il 18 settembre 2021 a Nairobi ha fatto registrare il tempo di 9"77, divenendo l'ottavo uomo più veloce di sempre. È di etnia luhya.

## Biografia
All'inizio del 2016 Ferdinand Omanyala ha iniziato la sua carriera sportiva in Kenya come matricola all'Università di Nairobi, dove è studente di chimica, cambiando disciplina agonistica dopo che un amico ha notato la sua velocità mentre giocava a rugby. È passato quindi dal rugby all'atletica leggera e solo poche settimane dopo ha corso un tempo di 10"4 nel suo primo meeting a Kakamega. Lo stesso anno ha vinto i trials olimpici nazionali sulla distanza dei 100 m con un tempo di 10"37, mancando però la qualificazione per i Giochi olimpici.
Nel 2019 ha vinto il titolo nazionale dei 100 m piani. Il 30 marzo 2021 ha stabilito il record nazionale di 10"01 nei 100 m piani vincendo un meeting allo Yabatech Sport Complex di Lagos (Nigeria). Nella prima semifinale dei 100 metri dei Giochi olimpici di Tokyo 2020 è arrivato terzo stabilendo il nuovo record nazionale di 10"00, mancando di poco la qualificazione alla finale.
Nel settembre 2021 ha abbassato il record nazionale dei 100 m a 9"86 al Pramtalstadion di Andorf. Il 18 settembre dello stesso anno, al Kip Keino Classic di Nairobi, ha stabilito il nuovo record africano dei 100 m con il tempo di 9"77 (+1,2 m/s), arrivando al secondo posto dietro allo statunitense Trayvon Bromell che ha fatto segnare il miglior tempo mondiale stagionale con 9"76.
Durante la stagione indoor 2021/22 abbassa progressivamente il record nazionale sui 60 metri piani portandolo a 6"57.
Il 7 maggio 2022 vince la gara dei 100 m piani al Kip Keino Classic di Nairobi, in altitudine, con un tempo di 9"85. Il 9 giugno vince la gara sulla stessa distanza ai campionati africani di Saint-Pierre 2022, facendo segnare un tempo di 9"93 in condizioni ventose (+4,5 m/s) e battendo il detentore del titolo Akani Simbine al fotofinish. Il giorno successivo vince la staffetta 4×100 m insieme a Dan Kiviasi, Samuel Imeta e Mike Mokamba con un tempo di 39"28.
Ha un figlio.
Nel 2017 Omurwa ha ricevuto una sospensione di 14 mesi per doping. È risultato positivo al betametasone, un farmaco antinfiammatorio proibito, dopo essere stato sottoposto a cure per un infortunio alla schiena riportato durante l'allenamento.

## Record nazionali
Seniores
- 60 metri piani indoor: 6"54 ( Liévin, 15 febbraio 2023)
- 100 metri piani: 9"77 (+1,2 m/s) ( Nairobi, 18 settembre 2021)
- Staffetta 4×100 metri: 38"26 ( Gaborone, 29 aprile 2023) (Samwel Imeta, Bonface Mweresa, Stephen Onyango, Ferdinand Omanyala)

## Progressione

### 100 metri piani
| Stagione | Tempo | Luogo   | Data      | Rank. Mond. |
| -------- | ----- | ------- | --------- | ----------- |
| 2023     | 9"84  | Nairobi | 13-5-2023 |             |
| 2022     | 9"85  | Nairobi | 7-5-2022  | 3º          |
| 2021     | 9"77  | Nairobi | 18-9-2021 | 2º          |
| 2020     | 10"32 | Nairobi | 5-3-2020  | 120º        |
| 2019     | 10"47 | Nairobi | 20-8-2019 | 729º        |

## Palmarès
| Anno | Manifestazione          | Sede         | Evento      | Risultato  | Prestazione | Note             |
| ---- | ----------------------- | ------------ | ----------- | ---------- | ----------- | ---------------- |
| 2017 | World Relays            | Nassau       | 4×200 m     | Batteria   | 1'23"04     |                  |
| 2021 | Giochi olimpici         | Tokyo        | 100 m piani | Semifinale | 10"00       | Record nazionale |
| 2022 | Mondiali indoor         | Belgrado     | 60 m piani  | Semifinale | 6"64        |                  |
| 2022 | Campionati africani     | Saint-Pierre | 100 m piani | Oro        | 9"93        | w                |
| 2022 | Campionati africani     | Saint-Pierre | 200 m piani | Batteria   | 21"16       |                  |
| 2022 | Campionati africani     | Saint-Pierre | 4×100 m     | Oro        | 39"28       | [ 13 ]           |
| 2022 | Mondiali                | Eugene       | 100 m piani | Semifinale | 10"14       |                  |
| 2022 | Giochi del Commonwealth | Birmingham   | 100 m piani | Oro        | 10"02       |                  |
| 2022 | Giochi del Commonwealth | Birmingham   | 4×100 m     | Finale     | dnf         |                  |
| 2023 | Mondiali                | Budapest     | 100 m piani | 7º         | 10"07       |                  |
| 2024 | Mondiali indoor         | Glasgow      | 60 m piani  | 4º         | 6"56        |                  |
| 2024 | World Relays            | Nassau       | 4×100 m     | Batteria   | 39"38       |                  |
| 2024 | Giochi olimpici         | Parigi       | 100 m piani | Semifinale | 10"08       |                  |
| 2025 | World Relays            | Guangzhou    | 4x100 m     | Batteria   | 38"35       | Record nazionale |

## Campionati nazionali
2019
- Oro ai campionati kenioti, 100 m piani - 10"48

2021
- Oro ai campionati kenioti, 100 m piani - 10"02

2022
- Oro ai campionati kenioti, 100 m piani - 10"04
- Oro ai campionati kenioti, 200 m piani - 20"43

2023
- Oro ai campionati kenioti, 100 m piani - 9"96
- Oro ai campionati kenioti, staffetta 4x100 m piani - 38"82

2025
- Oro ai campionati kenioti, 100 m piani - 10"08
- Argento ai campionati kenioti, 200 m piani - 20"53

## Altre competizioni internazionali
2021
- 4º al Memorial Van Damme ( Bruxelles), 100 m piani - 10"02

2023
- Bronzo al Meeting international Mohammed VI d'athlétisme de Rabat ( Rabat), 100 m piani - 10"05
- Oro all'Herculis ( Monaco), 100 m piani - 9"92
- Argento al Golden Gala ( Firenze), 100 m piani - 10"05
- Bronzo al Prefontaine Classic ( Eugene), 100 m piani - 9"85

2024
- Oro al Elite Indoor Track Miramas Meeting ( Miramas), 60 m piani - 6"52
- Argento al Prefontaine Classic ( Eugene), 100 m piani - 9"98

2025
- Argento alla Xiamen Diamond League ( Xiamen), 100 m piani - 10"13
- Argento al Meeting international Mohammed VI d'athlétisme de Rabat ( Rabat), 100 m piani - 10"05
- Bronzo al Golden Gala Pietro Mennea ( Roma), 100 m piani - 10"01